# Фасуба, Олусоджи
Олусоджи Фасуба (англ. Olusoji Fasuba; 9 июля 1984) — нигерийский легкоатлет, призёр Олимпийских игр.
Олусоджи Фасуба родился в 1984 году в Сапеле. В 2004 году на Олимпийских играх в Афинах стал бронзовым призёром в эстафете 4×100 м. В 2008 году принял участие в Олимпийских играх в Пекине, но не завоевал медалей.